# دان مارکیز (فیلسوف)
دان مارکیز (به انگلیسی: Don Marquis) (۱۹۳۵–۲۰۲۲) فیلسوف و دندان‌شناس آمریکایی بود که علایق اصلی آکادمیک او در اخلاق و اخلاق پزشکی بود. مارکیز تا زمان مرگش استاد فلسفه در دانشگاه کانزاس بود.
مارکیز در سال ۱۹۵۷ مدرک کارشناسی خود را در رشته کالبدشناسی و فیزیولوژی از دانشگاه ایندیانا گرفت. او پس از دریافت مدرک کارشناسی ارشد در رشته تاریخ از دانشگاه پیتسبورگ در سال ۱۹۶۲، برای تحصیل در فلسفه به دانشگاه ایندیانا بازگشت. او از سال ۱۹۶۷ در دانشگاه کانزاس تدریس کرد. در طول سال تحصیلی ۲۰۰۷-۲۰۰۸، کلاس‌های «ارزش‌های انسانی» را در دانشگاه پرینستون را برگزار کرد.
مارکیز بیشتر به‌خاطر مقاله‌اش با عنوان «چرا سقط جنین غیراخلاقی است» شناخته شد (منتشر‌شده در مجله فلسفه، آوریل ۱۹۸۹). این مقاله بیش از ۸۰ بار تجدیدچاپ شده‌است، و در آن جنبه‌های فلسفی بحث سقط جنین ذکر شده‌است. بحث اصلی این مقاله، با عنوان «برهان محرومیت» شناخته می‌شود، زیرا یک فرض اصلی این است که سقط جنین، جنین را از آینده‌ای مانند ما محروم می‌کند.